# Nieuws voor doven en slechthorenden
Het nieuws voor doven en slechthorenden was een actualiteitenrubriek van de NOS die van 1 april 1979 t/m 31 oktober 1995 is uitgezonden. Dit programma is te beschouwen als een voorloper van het huidige tekst-tv.
In het nieuws voor doven en slechthorenden verschenen gedurende vijf minuten nieuwsberichten in beeld, die er ongeveer twintig seconden op bleven staan. Het had de volgende onderdelen:
- Nieuwsberichten.
- Weersverwachting voor de nacht, de volgende dag en de dag erop.
- Einde. Op dit scherm verscheen wanneer de volgende aflevering zou zijn.

Soms zat er nog een sportbericht bij, na de nieuwsberichten en voor de weersverwachting. Het programma had geen geluid en geen presentator.
Op 31 oktober 1995 werd de laatste aflevering uitgezonden: vanaf 1 november van dat jaar werd het nieuws voor doven en slechthorenden geïntegreerd in Tekst TV.

## Noot
1. ↑  Onderweg naar wat?, Trouw, 30 september 1995. Gearchiveerd op 8 december 2015.